# كأس فيد 2008
كأس فيد 2008 (بالإنجليزية: 2008 Fed Cup)‏ هو الموسم 46 من  كأس فيد. أقيم خلال الفترة 30 يناير 2008 وحتى 14 سبتمبر 2008، وفاز فيه منتخب روسيا لكأس فيد.